# Mortimer uzvraća udarac
Mortimer uzvraća udarac je 678. redovna epizoda Zagora objavljena u Srbiji u svesci #210. u izdanju Veselog četvrtka. Na kioscima u Srbiji se pojavila 7.3.2024. Koštala je 450 din (3,84 €; 4,1 $). Imala je 94 strane. Ovo je 2. deo duže epizode, koja je započela u #209 Đavolska zamka.

## Originalna epizoda
Originalna sveska pod nazivom Mortimer colpisce ancora objavljena je premijerno u #678. regularne edicije Zagora u izdanju Bonelija u Italiji 4.1.2022. Epizodu su nacrtala braća Esposito, a scenario napisao Moreno Buratini. Naslovnu stranu je nacrtao Alesandro Pičineli. Cena sveske na evropskom tržištu iznosila je 4,9 €.

## Kratak sadržaj
Mortimer odvodi Hamberta u Zagorovu kolibu i tamo ga gnusno ubija. Zakopa ga pored kolibe i pozove vojnike sa sugestijom da je to radio Zagor. Tako je Moryimer  uspeo u svom planu da Zagor bude optužen za dva zločina koja je zapravo on počinio (prethodno je ubio vojnika). Vojska hvata Zagorai zatvara ga u Plezent Pointu pod nadzorom kapetana Simpsona, odlučnog da ga obesi što je pre moguće. Skrivajući se pod lažnim identitetom i preobučen u trapera, Mortimer prati ceo proces hvatanja Zagora, pa se, kad je procenio da mu je plan uspeo, kanuom krenuo od Plezent Pointa prema tajnom skrovištu. Čiko ga prepoznaje i upozorava Dženi, Saru i Eli Mej da ga prate. Dženi kreće za Mortimerom niz reku, dok Sara i Eli Mej pomažu Zagoru da pobegne.

## Prethodna i naredna epizoda
Prethodna sveska Zagora u okviru redovne edicije nosila je naslov Đavolska zamka (#209), a naredna Konačni okršaj" (#211)